# Geschichte der Juden in Fürth
Die Geschichte der Juden in Fürth ist seit dem 15. Jahrhundert bezeugt. Fiorda (Hebräisch: פיורדא oder פירדא; Jiddisch: Firta) ist der alte, traditionsreiche, hebräische Name für Fürth. Mit „Kehillah Keduscha Fiorda“ (קהילה קדושה פיורדא – dt. „Heilige Gemeinde Fürth“) wird die Jüdische Gemeinde Fürth bezeichnet.

## Mittelalter und Neuzeit
Jüdische Geldverleiher werden um 1440 erwähnt. Sie wurden später aus der Stadt verbannt, doch 1528 durften sich wieder Juden in der Stadt niederlassen. 1582 wurden 200 jüdische Bewohner gezählt. Im Jahre 1607 wird ein Rabbiner erwähnt. Im Stadtrat waren die Fürther Juden durch zwei Gemeindevorsteher vertreten. Im Dreißigjährigen Krieg wurde  die Gemeinde reduziert, jedoch 1670 durch Neuankömmlinge, die aus Wien vertrieben worden waren, wiederum vergrößert. Zu jener Zeit befand sich das Zentrum in der Geleitsgasse, und es wurden mehrere Synagogen errichtet: 1617 die Alte Synagoge bei der Königstraße, 1697 eine Neue Synagoge und 1707 eine Familiensynagoge der Familie Fränkel. Der erste Friedhof wurde 1607 errichtet, und ein Armen- und Krankenhaus (Hekdesch) 1653.
1719 regelte Lothar Franz von Schönborn, Fürstbischof von Bamberg und einer der Landesherren der „Dreiherrschaft“, den Status der Gemeinde, die damals aus 400 Haushalten bestand. Gegen Zahlung einer Jahresgebühr (Judenregal) erhielten die Juden Schutz von Leben und Besitz, das Recht zum Bau von Synagogen und die Erlaubnis zugesichert, einen Kantor, Schulklopfer und Totengräber anzustellen. Streitigkeiten unter Juden kamen vor ein jüdisches Gericht, während Auseinandersetzungen zwischen Juden und Christen vom Kirchengericht zu entscheiden waren. Gemeindeangelegenheiten wurden 1728 durch eine Reihe von Takkanot geregelt. 1763 wurde das erste jüdische Waisenhaus in Deutschland erbaut, und vom 17. Jahrhundert bis 1824 bestand hier eine bedeutende Jeschiwa, die unter anderem vom jungen Mayer Amschel Rothschild und von Luitpold Baumblatt besucht wurde. Letzter Schulleiter war Wolf Hamburg, bei dem die Rabbiner Hirsch Aub, Joseph Aub, Seligmann Bär Bamberger, David Einhorn, Marx Hayum Seligsberg, Leopold Stein und Bernhard Wechsler lernten. 1862 wurde eine orthodoxe Grundschule errichtet, die 1899 offizielle staatliche Anerkennung erhielt. 1811 veröffentlichte Elkan Henle aus Fürth seine Schrift Über die Verfassung der Juden im Königreich Baiern und die Verbesserung derselben zum Nutzen des Staates, die er Maximilian von Montgelas widmete. David Morgenstern wurde bei den Wahlen im Dezember 1848 als erster Jude in die bayerische Abgeordnetenkammer gewählt.
Der hebräische Buchdruck wurde in Fürth im Jahre 1691 durch die Familie Schneur und Hirsch Frankfurter aufgenommen, die insgesamt 44 Bücher herausgaben, darunter ein Sifra mit Kommentaren. Nach einer Beschlagnahme hebräischer Bücher 1702 konnte dieser Geschäftszweig 1722 wieder aufgenommen werden und blühte bis tief ins 19. Jahrhundert.

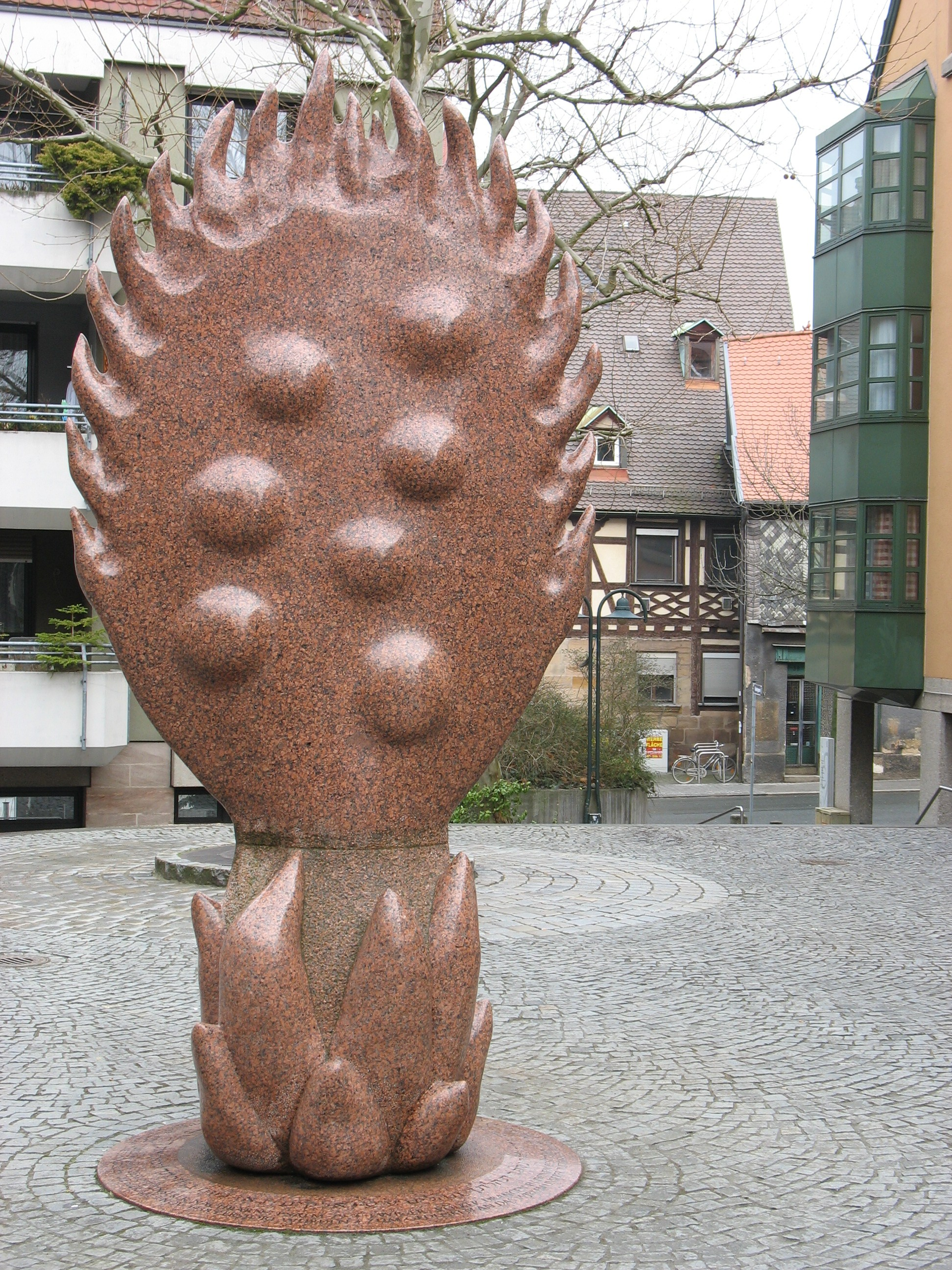
Denkmal (1986 von Kunihiko Kato) in der Geleitsgasse, im Bereich der ehemaligen Synagoge. Im Fuß ist auf Deutsch und Hebräisch eine Textstelle aus Psalm 79 eingemeißelt: „Es kamen Fremde in deinen Besitz, sie verunreinigten deinen Tempel, sie legten Jerusalem in Trümmer“.

## 19. Jahrhundert bis heute
Nach den Vorschriften des bayerischen Judenedikts von 1813 entstand um diese Zeit das Distriktsrabbinat Fürth. Die jüdische Gemeinde Fürth war vom 19. Jahrhundert bis 1933 die größte in Bayern. Nach dem Tod von Rabbiner Salomon Kohn, einem Verfechter des orthodoxen Judentums, gewann das  Reformjudentum in Fürth an Einfluss.
1720 wurden in Fürth 1500 Juden gezählt, 1816 2434 (19 % der Gesamtbevölkerung), 1880 3336 und 1933 2000 (2,6 % der Gesamtbevölkerung). 1904 stiftete der Fürther Unternehmer Heinrich Berolzheimer das Berolzheimerianum, Sitz der heutigen Comödie Fürth. 1906 wurde der Neue Jüdische Friedhof eingeweiht, auf dem nach dem Ersten Weltkrieg ein Denkmal für die jüdischen Gefallenen errichtet wurde. 1933–1941 gelang es 1400 Juden, Fürth zu verlassen. Die meisten, darunter Henry Kissinger, gelangten in die USA, einige nach Shanghai. Bei der „Polenaktion“ am 28. Oktober 1938 wurden 54 polnische Juden aus Fürth nach Polen abgeschoben. Am 10. November 1938 wurde die Hauptsynagoge niedergebrannt, weitere sechs Synagogen und unzählige jüdische Geschäfte und Häuser wurden verwüstet. Fürther Juden wurden in der Sahlmannvilla festgehalten, und 150 Männer wurden nach Dachau deportiert. Bis zum 17. Mai 1939 verblieben noch 785 Juden in Fürth. Die weitere Vernichtung der Gemeinde erfolgte in drei Phasen: am 28. November 1941 wurden 28 Juden ins Ghetto Riga verbracht, am 24. März 1942 224 nach Izbica, eine Durchgangsstation nach Belzec, und am 10. September 1942 wurden 153 meist ältere Juden und Kinder nach Theresienstadt deportiert.
Nach dem Zweiten Weltkrieg kehrten etwa 40 Juden nach Fürth zurück. Eine Synagoge wurde restauriert und neu eingeweiht. 1970 lebten 200 Juden in der Stadt, 1989 179. Mit dem Zerfall der Sowjetunion gelangten einige Hundert Emigranten aus GUS-Staaten nach Fürth, 2003 belief sich die Mitgliedschaft der Gemeinde auf 587. Fürth ist der Hauptstandort des 1997 eröffneten Jüdischen Museums Franken, mit Filialen in Schnaittach und Schwabach.